# Tinja Gornja
Pour les articles homonymes, voir Tinja.
Tinja Gornja (en cyrillique : Тиња Горња) est une localité de Bosnie-Herzégovine. Elle est située dans la municipalité de Srebrenik, dans le canton de Tuzla et dans la fédération de Bosnie-et-Herzégovine. Selon les premiers résultats du recensement bosnien de 2013, elle compte 2 287 habitants.

## Géographie
Le village est situé au bord de la rivière Tinja.

## Démographie

### Évolution historique de la population dans la localité
| 1948 | 1953 | 1961 | 1971  | 1981  | 1991  | 2013  |
| ---- | ---- | ---- | ----- | ----- | ----- | ----- |
| -    | -    | 798  | 1 250 | 1 561 | 1 785 | 2 287 |

|  |